# 塞繆爾·亨廷頓 (康乃狄克州州長)
塞缪尔·亨廷顿（英語：Samuel Huntington，1731年7月16日—1796年1月5日），美国法学家、政治家，美国开国元勋之一。他曾作为代表参加大陆会议，是《美国独立宣言》和《邦联条例》的签署人之一，也曾担任大陆会议主席、康涅狄格州最高法院首席大法官、康涅狄格州州长等重要职务。他也是美国历史上第一位在任上逝世的州长。

## 早年生活

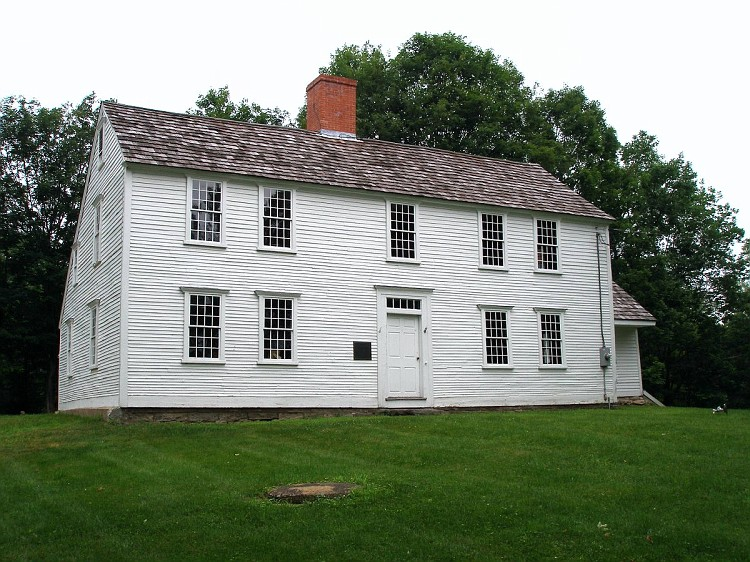
塞缪尔·亨廷顿的出生地

塞缪尔·亨廷顿的盾形纹章

1731年7月16日（儒略历7月5日），塞缪尔·亨廷顿出生于康涅狄格殖民地的温德姆（其出生地现属康乃狄克州苏格兰）。父亲为纳撒尼尔·亨廷顿（Nathaniel Huntington），母亲为梅赫塔贝尔·亨廷顿（Mehetabel Huntington），二人共育有十名子女，塞缪尔排行第四，也是长子。他在公立学校仅接受了有限的教育，他於16岁开始在一名制桶匠手下当学徒，同时继续帮助父亲务农。他阅读从牧师埃比尼泽·德沃申（Ebenezer Devotion）和当地律师那里借来的书自学法律知识。1754年，亨廷顿获得律师资格，搬到诺威奇开始从事法律工作。

## 政治生涯
在短暂担任行政委员之后，1764年，亨廷顿进入康涅狄格立法机构下院，担任诺威奇的代表直到1774年。1775年，他被选为上院代表，直到1784年。除了在立法机构任职外，他还于1768年被任命为康涅狄格检察总长，并于1773年被指派到殖民地最高法院任职。1784年至1787年，他担任康涅狄格州高等法院首席大法官。
亨廷顿曾直言不讳地批评英国议会颁布的“不可容忍法令”，因此，康涅狄格立法机构于1775年10月推選他作为第二届大陆会议的代表之一。1776年1月，他与罗杰·谢尔曼和奥利弗·沃尔科特共同代表康涅狄格州前往費城参加大陆会议。他投票支持并签署了《独立宣言》和《邦联条例》。他曾三度在大陆会议及后继的邦联议会任职，期间曾感染天花。

### 大陆会议主席
尽管亨廷顿不以广博的学识或精彩的演讲而闻名，但他的努力工作和始终如一的冷静态度为他赢得了与会代表的尊重。因此，1779年9月28日，亨廷顿被选为大陆会议主席，以接替因出任驻西班牙大使而离职的约翰·杰伊。大陆会议主席是一个象徵性的职位，没有实权，但这一职位要求亨廷顿处理大量信件并负责签署官方文件。他任职期间，敦促各州及其立法机构支持对独立战争所需人员、物资和资金征税，《邦联条例》也在他任职期间获得批准。
1781年7月9日，亨廷顿因身体健康状况不佳而辞职，返回康涅狄格州。1782年，康涅狄格州再次委任其为代表，但他的健康状况和司法职责使他无法接受任命。1783年，亨廷顿重返邦联议会，见证了《巴黎条约》的签署及独立战争的胜利；同年，他被选为美国哲学会会员。

### 康涅狄格州州长
1785年，亨廷顿被选为康涅狄格州副州长，并在次年担任州长。他在担任副州长期间仍然负责州最高法院，但在当选州长后腾出该职位。
在他任职的第一年，通过在邦联议会的努力，他促成了《哈特福德条约》，从而解决了纽约州和马萨诸塞州之间对西部土地的主张问题。1787年，他表态支持旨在解决各州对西部新开拓土地的争端的《西北土地法令》。1788年，他主持了康涅狄格州宪法批准大会，该会议使得康涅狄格州批准了《美国宪法》。此后，他见证了康涅狄格由独立的殖民地到州的转型。他将州首府定在哈特福，并监督了州议会大厦的建设。
1796年1月5日，亨廷顿在任上逝世，享年64岁。

## 个人生活
1761年，亨廷顿与牧师埃比尼泽·德沃申的女儿玛莎·德沃申（Martha Devotion）结婚，二人没有生育子女，但收养了亨廷顿早逝的弟弟约瑟夫·亨廷顿留下的一子一女，其中，养子小塞缪尔·亨廷顿后来曾担任俄亥俄州第三任州长。塞缪尔·亨廷顿从未拥有奴隶。

## 身后与纪念
亨廷顿的墓地位于旧诺维奇敦公墓，2003年曾进行大规模整修。
康涅狄格州的谢尔顿原名亨廷顿，1789年从斯特拉特福德分离时以塞缪尔·亨廷顿的名字命名。印第安纳州的亨廷顿县也因其得名。
亨廷顿的出生地故居由其父亲纳撒尼尔建于1732年，现位于康涅狄格州苏格兰，至今保存完好，于1971年列入美国国家历史名胜名录。
由于《邦联条例》是在亨廷顿担任大陆会议主席期间获得批准的，因此一些非正统的传记作家和康涅狄格州部分民间团体声称亨廷顿是美国第一任总统。

## 延伸阅读
- Gerlach, Larry R. . Hartford: Bicentennial Commission. 1977. ISBN 0-918676-04-5.
- Dreher, George Kelsey. . Midland, Texas: Iron Horse Free Press. 1995. ISBN 0-9601000-6-7.